# Croton ortholobus
Espèce
Croton ortholobus est une espèce de plantes à fleurs du genre Croton et de la famille des Euphorbiaceae, présente du sud-est du Mexique jusqu'en Amérique centrale.
Il a pour synonymes :
- Croton costaricensis, (Kuntze) Kuntze ex T.Durand & B.D. Jacks., 1891
- Croton costaricensis, Pax, 1900
- Oxydectes costaricensis, Kuntze